# Синиша Саничанин
Синиша Саничанин (Приједор, 24. април 1995) босанскохерцеговачки је фудбалер, који тренутно наступа за Диошђер ВТК. Висок је 190 центиметара и игра на позицији штопера, а боље се сналази левом ногом.
Наступао је за омладинску, младу и сениорску репрезентацију Босне и Херцеговине.

## Каријера
Саничанин је своју фудбалску каријеру започео у родном Приједору, где је наступао за локални Рудар. За овај клуб је дебитовао током сезоне 2013/14, забележивши 2 наступа у Премијер лиги Босне и Херцеговине. По испадању клуба у нижи ранг такмичења и његовог прерастања омладинског узраста, Саничанин је постао стандардни играч одбране Рудара наредне сезоне. Током сезоне 2014/15 у Првој лиги Републике Српске, Саничанин је одиграо 22 утакмице и постигао 1 гол, а наступио је још три пута у Купу Босне и Херцеговине. Након тога прелази у Борац из Бања Луке, где је до краја 2015. уписао укупно 20 наступа у оба домаћа такмичења и постигао 1 гол. Иако је био праћен од стране италијанског Удинезеа и фигурирао као појачање београдског Партизана, Саничанин се сели у Моравички округ. Кратак период провео је тренирајући са чачанским Борцем, а затим је потписао трајни уговор са фудбалским клубом Младост из Лучана 22. јануара 2016. године. За сезону и по у овом клубу, Саничанин је одиграо 40 утакмица и постигао 2 гола. Иако је лета 2017. одрадио читав припремни период са тимом, након испадања из квалификација за Лигу Европе у стартној постави тима нашао се само једном, па је одлучио да напусти клуб. Последњег дана прелазног рока приступио је новосадској Војводини. Почетком јуна 2021. прешао је у Партизан као слободан играч.
Први гол за Партизан је постигао 26. августа 2021. у реваншу плеј-офа за улазак у Лигу конференције против португалске екипе Санта Клара (Партизан се пласирао у даљи ток такмичења). Саничанин је лета 2024. прешао у Диошђер.

## Статистика

### Клупска
Ажурирано 28. јула 2024.
|                 |          |                                   |     |   |    |   |    |   |   |   |     |   |  |  |
| Рудар Приједор  | 2013/14. | Премијер лига Босне и Херцеговине | 2   | 0 | —  | — | —  | — | — | — | 2   | 0 |  |  |
| Рудар Приједор  | 2014/15. | Прва лига Републике Српске        | 22  | 1 | 3  | 0 | —  | — | — | — | 25  | 1 |  |  |
| Рудар Приједор  | Укупно   | Укупно                            | 24  | 1 | 3  | 0 | —  | — | — | — | 27  | 1 |  |  |
|                 |          |                                   |     |   |    |   |    |   |   |   |     |   |  |  |
| Борац Бања Лука | 2015/16. | Премијер лига Босне и Херцеговине | 18  | 1 | 2  | 0 | —  | — | — | — | 20  | 1 |  |  |
|                 |          |                                   |     |   |    |   |    |   |   |   |     |   |  |  |
| Младост Лучани  | 2015/16. | Суперлига Србије                  | 14  | 1 | —  | — | —  | — | — | — | 14  | 1 |  |  |
| Младост Лучани  | 2016/17. | Суперлига Србије                  | 24  | 1 | 2  | 0 | —  | — | — | — | 26  | 1 |  |  |
| Младост Лучани  | 2017/18. | Суперлига Србије                  | 1   | 0 | 0  | 0 | 0  | 0 | — | — | 1   | 0 |  |  |
| Младост Лучани  | Укупно   | Укупно                            | 39  | 2 | 2  | 0 | 0  | 0 | — | — | 41  | 2 |  |  |
|                 |          |                                   |     |   |    |   |    |   |   |   |     |   |  |  |
| Војводина       | 2017/18. | Суперлига Србије                  | 21  | 0 | 3  | 0 | —  | — | — | — | 24  | 0 |  |  |
| Војводина       | 2018/19. | Суперлига Србије                  | 28  | 0 | 3  | 0 | —  | — | — | — | 31  | 0 |  |  |
| Војводина       | 2019/20. | Суперлига Србије                  | 28  | 0 | 4  | 0 | —  | — | — | — | 32  | 0 |  |  |
| Војводина       | 2020/21. | Суперлига Србије                  | 20  | 3 | 2  | 0 | 1  | 0 | — | — | 23  | 3 |  |  |
| Војводина       | Укупно   | Укупно                            | 97  | 3 | 12 | 0 | 1  | 0 | — | — | 110 | 3 |  |  |
|                 |          |                                   |     |   |    |   |    |   |   |   |     |   |  |  |
| Партизан        | 2021/22. | Суперлига Србије                  | 27  | 0 | 1  | 0 | 14 | 1 | — | — | 42  | 1 |  |  |
| Партизан        | 2022/23. | Суперлига Србије                  | 17  | 1 | 0  | 0 | 6  | 0 | — | — | 23  | 1 |  |  |
| Партизан        | 2023/24. | Суперлига Србије                  | 8   | 0 | 2  | 0 | 0  | 0 | — | — | 10  | 0 |  |  |
| Партизан        | Укупно   | Укупно                            | 52  | 1 | 3  | 0 | 20 | 1 | — | — | 75  | 2 |  |  |
|                 |          |                                   |     |   |    |   |    |   |   |   |     |   |  |  |
| Диошђер ВТК     | 2024/25. | Прва лига Мађарске                | 0   | 0 | 0  | 0 | —  | — | — | — | 0   | 0 |  |  |
|                 |          |                                   |     |   |    |   |    |   |   |   |     |   |  |  |
| Каријера        | Каријера | Каријера                          | 230 | 8 | 22 | 0 | 21 | 1 | — | — | 273 | 9 |  |  |
|                 |          |                                   |     |   |    |   |    |   |   |   |     |   |  |  |

### Репрезентативна
Ажурирано 28. јула 2024.
| Босна и Херцеговина | Босна и Херцеговина | Босна и Херцеговина |
| Године              | Наступа             | Голова              |
| ------------------- | ------------------- | ------------------- |
| 2020.               | 8                   | 0                   |
| 2021.               | 6                   | 0                   |
| 2022.               | 5                   | 0                   |
| 2023.               | 4                   | 0                   |
| Укупно              | 23                  | 0                   |

## Трофеји и награде
Војводина
- Куп Србије : 2019/20.[28]